# Spiegelau
Spiegelau er en tysk glasproducent, der specialiserer sig i vinrigtige krystalglas.
Det blev første gang omtalt i et testamente i 1521, og er dermed verdens ældste, eksisterende glasfabrikant.[kilde mangler]
Det startede i Danmark i 1992 ved nuværende administrerende direktør, Jan Hartvig.
| Tyskland | Spire Denne artikel om et firma eller en virksomhed i Tyskland er en spire som bør udbygges. Du er velkommen til at hjælpe Wikipedia ved at udvide den. |